# دويغي كاميرون
دويغي كاميرون (بالإنجليزية: Dougie Cameron)‏ هو لاعب كرة قدم بريطاني في مركز الوسط، ولد في 8 فبراير 1983 في دندي في المملكة المتحدة. لعب مع نادي إيست فيف ونادي دندي ونادي مونتروز لكرة القدم.

## وصلات خارجية
- دويغي كاميرون على موقع قاعدة بيانات كرة القدم.إي يو (الإنجليزية)
- دويغي كاميرون على موقع Soccerbase.com (لاعب) (الإنجليزية)